# Sguardo verso il cielo/Cemento armato
Sguardo verso il cielo/Cemento armato è un singolo pubblicato dalle Orme

## Il disco
I due brani sono tratti dall'album Collage, pubblicato nello stesso anno; è il primo singolo delle Orme che abbia riscosso un discreto successo, seppure limitato rispetto a quello dell'album, che invece era arrivato ai vertici delle classifiche di vendita.
Secondo la SIAE, gli autori dei due brani Antonio Pagliuca, Aldo Tagliapietra e il produttore Gian Piero Reverberi (quest'ultimo, tuttavia, non accreditato nella copertina).
Decisamente positiva la recensione su Ciao 2001:

Secondo Michele Neri e Franco Brizi

## Tracce
Lato A
1. Sguardo verso il cielo (testo: Toni Pagliuca, Gian Piero Reverberi – musica: Toni Pagliuca, Aldo Tagliapietra, Gian Piero Reverberi; edizioni musicali Esedra)

Lato B
1. Cemento armato (testo: Toni Pagliuca – musica: Aldo Tagliapietra, Gian Piero Reverberi; edizioni musicali Esedra)

## Formazione
- Aldo Tagliapietra - voce, basso, chitarra acustica
- Tony Pagliuca - organo Hammond, tastiere
- Michi Dei Rossi - batteria, percussioni